# ليلى لوبيز (ممثلة)
ليلى لوبيز (19 نوفمبر 1959 - 3 ديسمبر 2009)، ممثلة وصحفية ومقدمة برامج تلفزيونية برازيلية، اشتهرت بظهورها في مسلسلات تي في جلوبو ولاحقًا بدخولها صناعة الأفلام الإباحية.

## حياتها
ولدت باسم ليلى غوميز لوبيز في ساو ليوبولدو ، ريو غراندي دو سول ، البرازيل ، وكانت ابنة ريسيو لوبيز وهو مدرس من إستيو ، وناتاليا غوميز لوبيز. عاشت في إستيو مع والديها حتى اشتهرت في عام 1990 عندما أصبحت صحفية في قناة غلوبو التلفزيونية. ولاحقا اكتسبت شهرة أكثر لدخولها المجال الإباحي.
ظهرت مرتين في مجلة بلاي بوي ، المرة الأولى في مارس 1997 وأيضًا في مايو 2008 بعد إنتاج فيلم إباحي لها عن طريق شركة برازيليرينهاس. كان آخر عمل لها كمقدمة للبرنامج التلفزيوني مثل Entre 4 Paredes com Leila Lopes. ظهرت أيضًا على برامج تلفزيونية مثل JustTV و Calcinha Justa و Sexprivé.

## الوفاة
عثر على لوبيز ميتة في شقتها في مورومبي، ساو باولو، في الساعات الأولى من يوم 3 ديسمبر 2009. وتأكد فيما بعد أنها انتحرت عن طريق تناول سم الفئران. دفنت في قبو العائلة، في مقبرة دويس دي نوفمبربرو، في إستيو، ريو غراندي دو سول.